# Encarsia circumsculpturata
Encarsia circumsculpturata är en stekelart som beskrevs av Gennaro Viggiani 1985. Encarsia circumsculpturata ingår i släktet Encarsia och familjen växtlussteklar.
Artens utbredningsområde är Kenya. Inga underarter finns listade i Catalogue of Life.